# Kiel-Windeweer
Kiel-Windeweer (Gronings: Kiel) is een dorp in de Nederlandse provincie Groningen met 867 inwoners. Het behoort tot de gemeente Midden-Groningen. Sinds 1755 was Windeweer (samen met Lula) een zelfstandig kerspel, vanaf 1811 tevens een zelfstandige gemeente, die in 1821 opging in de toenmalige gemeente Hoogezand.

## Beschrijving
De naam is een samenvoeging van de namen van De Kiel en het ten zuiden daarvan gelegen Windeweer, die aan elkaar zijn vastgegroeid. Kiel-Windeweer ontstond halverwege de zeventiende eeuw als nederzetting langs het Kieldiep (vroeger 'Kielsterdiep' respectievelijk 'Hoofddiep van Windeweer' genoemd), dat in het kader van de turfwinning is aangelegd als zijkanaal van het Winschoterdiep en doorloopt naar het Grevelingskanaal. Na het afgraven van de turf werd de ondergrond door de stad Groningen uitgegeven als landbouwgrond.
Kiel-Windeweer is ongeveer 100 meter breed en acht kilometer lang. Het is een voorbeeld van de duidelijke lintvorm zoals Groninger veenkolonies die kennen. Alleen waar de Zuidlaarderweg het diep kruist is het dorp iets breder. Het Kiel(ster)diep was oorspronkelijk de belangrijkste transportroute van en naar het dorp. Nu is dat de Kielsterachterweg (de provinciale weg N385). Nadat de beroepsvaart in 1973 stopte  werden enkele bruggen vervangen door dammen. In 2008 is ten behoeve van de pleziervaart de doorvaart hersteld met deels nieuwe bruggen en sluizen. De schepen maken gebruik van de schutsluis te Kiel-Windeweer uit 1908, die zijn huidige vorm kreeg in 1927.

## Monumenten
Het Rijksbeschermd gezicht Kiel-Windeweer is sinds 2006 een door de monumentenwet beschermd dorpsgezicht en beslaat een oppervlakte van 934,7 hectare.In de in 1755 door de stad Groningen gebouwde voormalige hervormde kerk van Kiel-Windeweer, een rijksmonument, is na een restauratie in het jaar 2000 een restaurant gevestigd. Nabij het dorp staat de voormalige aardappelmeelfabriek De Toekomst.

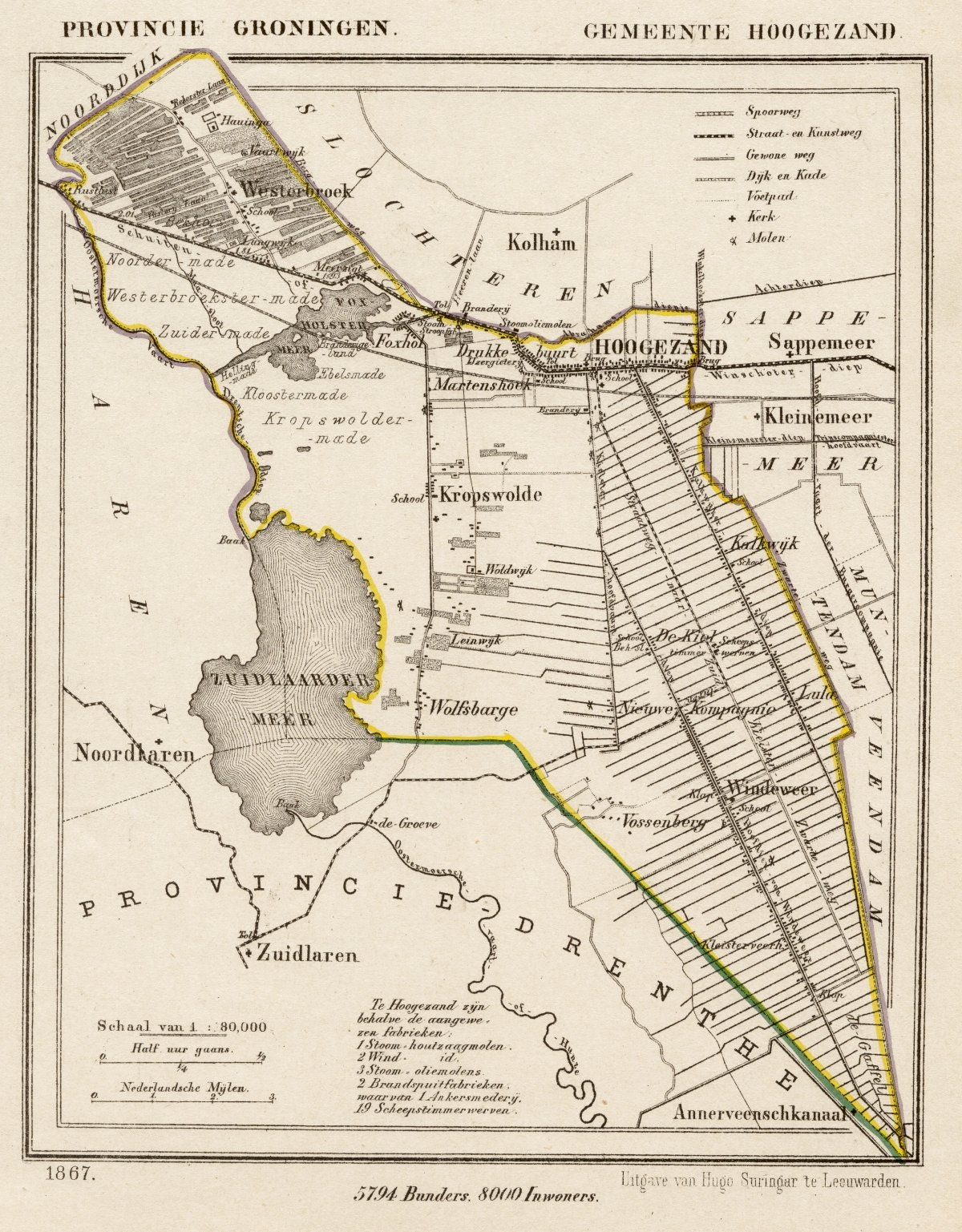
"De Kiel" en "Windeweer" op een kaart uit 1867
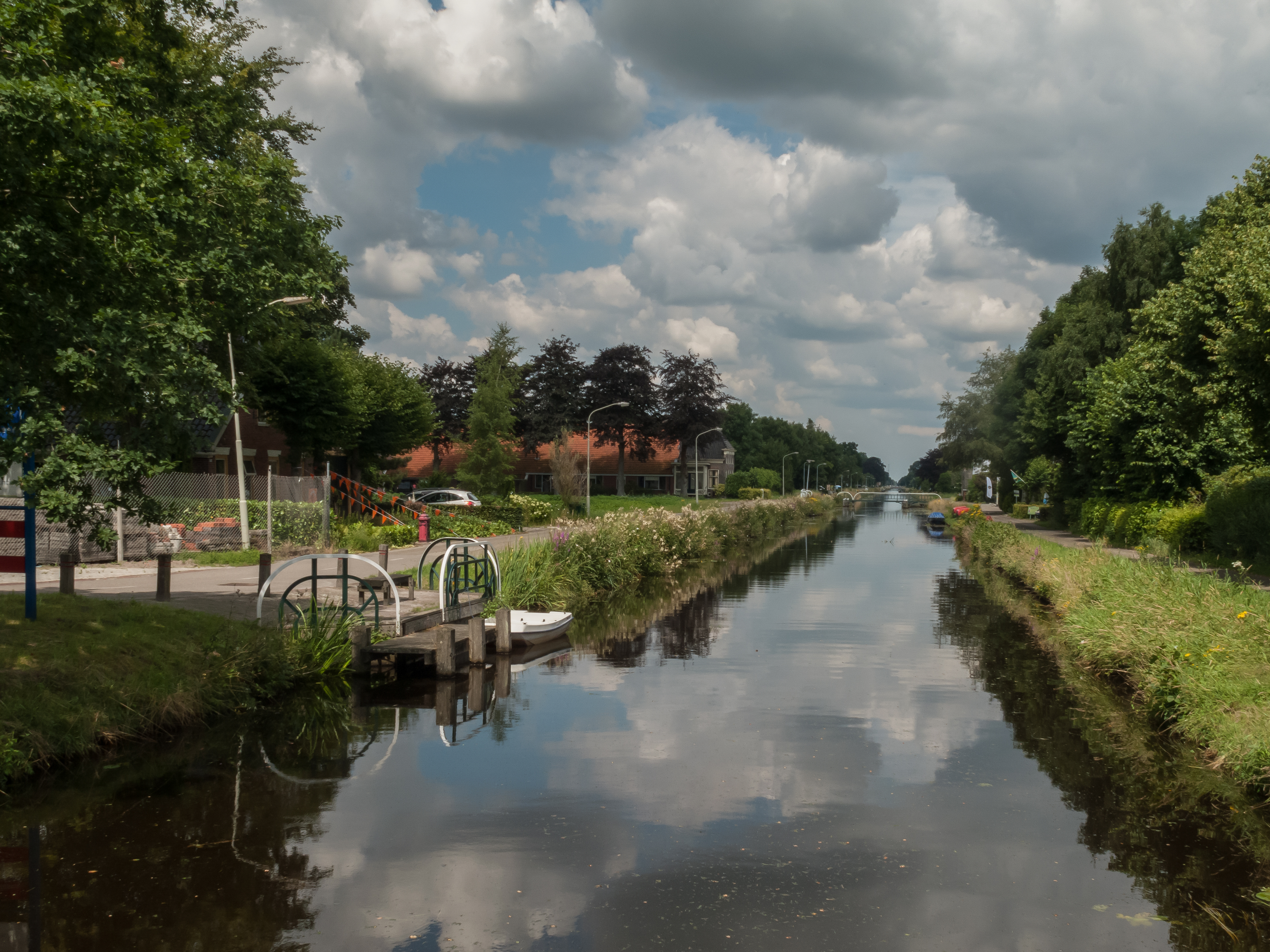
Zicht op het diep vanaf de Bovensteklap